# Unione Sportiva Sangiorgese (San Giorgio su Legnano)
L'Unione Sportiva Sangiorgese è una società polisportiva di San Giorgio su Legnano, comune della città metropolitana di Milano, in Lombardia. I suoi colori sociali sono il blu e l'arancione.
Fondata nel 1922, organizza dal 1957 una corsa campestre di richiamo internazionale, il Campaccio. Insignita nel 1988 dal CONI della stella d'oro al merito sportivo, il 10 dicembre 2006 ha organizzato il XIII Campionato europeo di corsa campestre. La sua squadra di pallacanestro, che dal 2007 è autonoma da un punto di vista amministrativo, milita in Serie B Interregionale.

## Storia

### I primi decenni

Parte dei soci fondatori dell'Unione Sportiva Sangiorgese

Costituita nel 1908 da una trentina di soci fondatori come "Velo Club San Giorgio", nei primi anni di attività si dedicò esclusivamente al ciclismo. Di questi anni fu l'organizzazione della Coppa San Giorgio, gara ciclistica avente un percorso che si snodava tra San Giorgio su Legnano e Novara e ritorno: al vincitore venivano date come premio sei cartelle della tombola nazionale. La prima sede della società fu la "trattoria Madonnina", che si trovava nella moderna via Abate Raimondi, all'epoca chiamata contrada dello stradellino.
Nel dicembre 1921 il sodalizio si trasformò in associazione sportiva mentre l'anno successivo, dopo aver adottato uno statuto, è stato riconosciuto dalla federazione. Per festeggiare l'avvenimento, nel settembre 1922, fu organizzata una celebrazione ufficiale nella moderna piazza Mazzini, originariamente chiamata piazza Grande e all'epoca intitolata a Vittorio Emanuele III di Savoia. In questi anni continuò l'organizzazione della Coppa San Giorgio e venne introdotto il Campionato Sociale; tra i partecipanti ci fu il ciclista Michele Mara, che ebbe poi un'importante carriera professionistica.
Il 24 maggio 1924 adottò il gagliardetto, che aveva lo stesso soggetto di quello attuale, ovvero San Giorgio. Dal 1926 le competizioni ciclistiche organizzate dell'Unione Sportiva Sangiorgese iniziarono a essere omologate dalla federazione mentre qualche anno dopo furono fondate la sezione calcistica e quella di atletica leggera. La squadra calcistica fu iscritta ai campionati con il nome di "Ambrosiana Sangiorgese": la compagine ebbe un buon successo a livello provinciale. Tra le vittorie più importanti ci fu quella contro la "V. Fossati", ovvero con la squadra giovanile dell'Inter, all'epoca campione d'Italia nella propria categoria.
Nel 1935 l'Opera nazionale del dopolavoro obbligò il comune di San Giorgio su Legnano a costruire un campo da calcio regolamentare: infatti, fino ad allora, l'Ambrosiana Sangiorgese giocava le proprie partite casalinghe nei campi sportivi dei comuni limitrofi. Negli anni trenta e quaranta la compagine calcistica sangiorgese si affermò anche a livello regionale fino ad arrivare in Prima Divisione, categoria a cui partecipò fino al 1950.

### Il secondo dopoguerra e il Campaccio

Una delle prime partenze del Campaccio

La Coppa San Giorgio, che dal 1947 iniziò a svilupparsi su un percorso di 120 km, continuò a essere organizzata anche dopo la seconda guerra mondiale. Con il passare degli anni il numero dei tesserati del sodalizio sportivo è costantemente aumentato arrivando, nel 1956, a 800 soci e 300 atleti.
Nel 1957 l'Unione sportiva Sangiorgese ha organizzato la prima edizione del Campaccio. Tale gara è stata inizialmente regionale, poi nazionale, e dal 1963 internazionale. All'inizio degli anni settanta del XX secolo, sulla scorta dei Giochi della Gioventù, è stata fondata la sezione pallacanestro, che comprendeva sia la squadra maschile che femminile: questa suddivisione è stata la sezione che ha avuto il maggiore sviluppo grazie soprattutto ai risultati della squadra maschile. Per quanto riguarda l'atletica, è di questi anni l'organizzazione di una corsa non competitiva che si snoda tra le vie di San Giorgio su Legnano che ha nome "Tri Pass e 'na Curseta".
Nel 1972 è nata la sezione legata allo sci e all'escursionismo, mentre l'anno successivo il sodalizio è stato premiato dalla sezione provinciale del CONI con una targa che ha riconosciuto alla società sportiva sangiorgese una rilevanza che la classifica tra le prime cinque società della provincia di Milano. Nel 1974, al "Trofeo Officine Meccaniche Padovani", ha partecipato la Primavera dell'Inter, mentre al "Trofeo Foco" hanno preso parte anche le giovanili del Cantù e del Varese.

### La seconda parte del XX secolo e il nuovo millennio

La stella d'oro al merito sportivo, che è assegnata dal CONI

Nel 1976 la società è stata insignita dal CONI della stella di bronzo al merito sportivo a cui si è aggiunta, nel 1983, quella d'argento. Del 1979 è stata la prima fiaccolata Madonna del Ghisallo-San Giorgio su Legnano, mentre nel 1983 la squadra calcistica degli Allievi ha vinto il titolo di campione di Lombardia. Nel 1985 la torcia poi utilizzata nella fiaccolata Roma-San Giorgio su Legnano è stata accesa in Vaticano da papa Giovanni Paolo II: il Sommo Pontefice ha concesso ai dirigenti e agli atleti dell'Unione Sportiva Sangiorgese un'udienza particolare. Dello stesso anno è stata l'inaugurazione del nuovo campo sportivo comunale di via Del Campaccio, che in seguito è stato intitolato ad Angelo Alberti, storico presidente dell'Unione Sportiva Sangiorgese che ha ricoperto questa carica per trentanni, dal 1961 al 1992, anno della sua morte.
Nel 1986 è nata la sezione femminile di pallavolo, che ha vinto lo stesso anno il campionato Under-18 e che è stata poi affiancata da quella maschile. Successivamente la pallavolo è tornata a sport esclusivamente femminile e poi ancora sia maschile che femminile grazie alla fusione con la squadra di pallavolo maschile dell'oratorio di San Giorgio. Nel 1987 le giovanili della sezione femminile di pallacanestro ha vinto il campionato provinciale, poi quello regionale e infine si è qualificata per il torneo interregionale, dove si è classificata al terzo posto. 

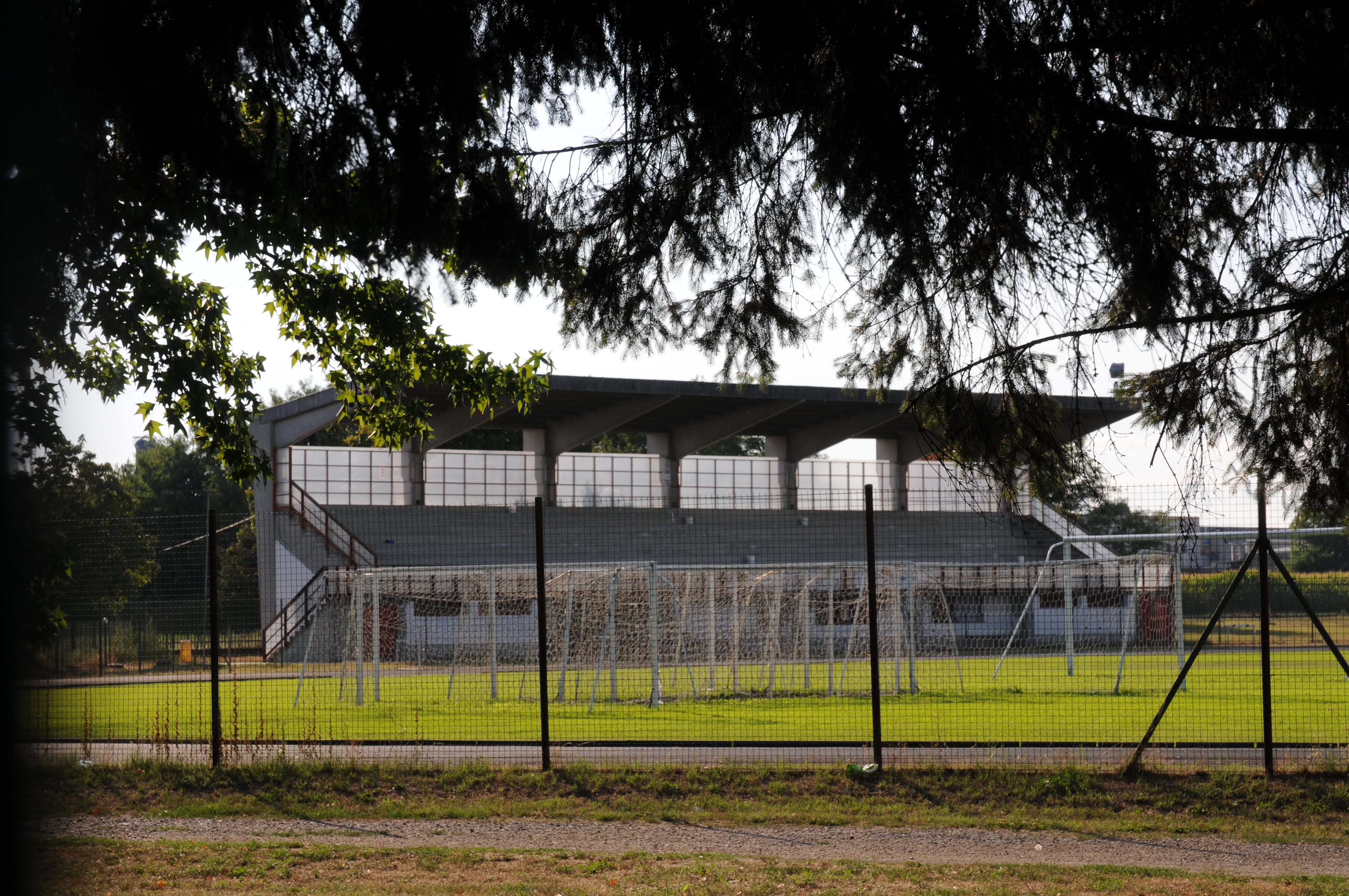
Scorcio del campo sportivo di San Giorgio su Legnano, che è intitolato ad Angelo Alberti, storico presidente dell'Unione Sportiva Sangiorgese

Il 6 maggio 1988 la società è stata insignita della stella d'oro al merito sportivo riconoscendo al sodalizio sportivo sangiorgese una rilevanza di livello nazionale. Degli anni novanta è la prima organizzazione della "Dodici Ore" di basket mentre nel 1993 è stata realizzata, presso il campo sportivo comunale, una pista d'atletica regolamentare. Nel 1994 la sezione calcistica si è staccata dallo storico sodalizio sportivo fondendosi con la locale "G.S. La Pergola" a formare una nuova società, il "Calcio San Giorgio", che gioca in Terza Categoria.
Nel 1995 l'Unione Sportiva Sangiorgese è stata invitata dall'International Association of Athletics Federations alla cerimonia di assegnazione dei campionati del mondo di corsa campestre 1997, convocazione alla quale la società sportiva ha rinunciato per motivi tecnici. Il 10 dicembre 2006 ha organizzato il XIII Campionato europeo di corsa campestre, che sono stati assegnati nel 2004 all'Unione Sportiva Sangiorgese dall'European Athletic Association.
La squadra di pallacanestro dell'Unione Sportiva Sangiorgese, che dal 2007 è autonoma da un punto di vista amministrativo, milita in Serie B dopo aver conseguito diverse promozioni dalle categorie inferiori. Numerose sono le affermazioni degli atleti dell'Unione Sportiva Sangiorgese alle Olimpiadi dell'Alto Milanese.

## Onorificenze
- Stella d'oro al Merito Sportivo
- Stella d'argento al Merito Sportivo
- Stella di bronzo al Merito Sportivo

### Esplicative
1. ↑  Nome in dialetto legnanese che significa, in lingua italiana, "Tre passi e una corsetta".

### Bibliografiche
1. 1 2   La nostra storia, su sangiorgesebasket.com. URL consultato il 9 aprile 2017 (archiviato dall'url originale il 28 agosto 2015).
2. 1 2 3 4 5 6  Agnoletto, p. 133.
3. 1 2 3 4 5 6 7 8 9 10 11 12 13 14 15 16 17 18 19 20 21 22 23 24 25 26 27 28 29 30 31 32 33 34   Storia dell'Unione Sportiva Sangiorgese, su sangiorgese.it. URL consultato il 9 aprile 2017 (archiviato dall'url originale il 9 aprile 2017).
4. 1 2 3 4 5  Agnoletto, p. 134.